# Морські патрульні кораблі класу «Протектор»
Морське патрульне судно класу Protector (англ. Protector-class offshore patrol vessel), також відоме як клас Otago — це клас морських патрульних суден (OPV), до якого належать два судна, які керуються Королівськими військово-морськими силами Нової Зеландії (RNZN) з 2010 року. Кораблі називаються HMNZS «Otago» та HMNZS «Wellington».
Судна класу «Протектор» використовуються ВМС Нової Зеландії для виконання завдань разом із митною службою, Департаментом охорони природи, Міністерством закордонних справ і торгівлі, Міністерством рибальства та поліції Нової Зеландії. Політика уряду і ВМС полягала в тому, що OPV призначені для виконання функцій захисту ресурсів у ВЕЗ, південній частині Тихого і Південного океану, щоб звільнити два фрегати класу Anzac для інших потреб. Однак, маючи можливість нести та підтримувати гелікоптер RNZN, озброєний ракетами, вони мають обмежені можливості реагування на надзвичайні ситуації.
Судно відповідає всім експлуатаційним вимогам щодо патрулювання та реагування, перевезення та обробки вантажів, утримання морських катерів та вертольотів, а також має високий рівень комфорту для екіпажу та посадових осіб.